# Saint-Ouen-la-Thène
Saint-Ouen-la-Thène è un comune francese di 131 abitanti situato nel dipartimento della Charente Marittima nella regione della Nuova Aquitania.
Il 7 novembre 2013 ha cambiato nome da Saint-Ouen a Saint-Ouen-la-Thène.

## Società

### Evoluzione demografica
Abitanti censiti